# Schachvereinigung Saarbrücken 1970
Die Schachvereinigung Saarbrücken 1970 e. V. wurde am 17. April 1970 gegründet. Sie entstand aus dem Zusammenschluss der Schachabteilungen des ATSV Saarbrücken und des SV Saar 05 Saarbrücken. Der Verein zählt zu den stärksten im Saarland und in Südwestdeutschland. Die Geschicke des Vereins wurden von 1970 bis 1997 von dem Vorsitzenden Jacob Staudt geleitet, der aktuelle Präsident ist Bernd Gehlen.
Im Jahre 2003 wurde der Verein mit der Hermann-Neuberger-Plakette für erfolgreiche Jugendarbeit ausgezeichnet.
Der Verein hatte Stand Februar 2025 über 60 Mitglieder, von denen 25 Jugendliche sind. Seine Mannschaften spielen in der Oberliga Südwest, der Saarlandliga und der Kreisliga sowie in diversen Jugendligen. Der bekannteste Schachspieler des Vereins ist der Internationale Meister und vielfache Saarlandmeister Herbert Bastian.
Die Spiel- und Trainingsräume befinden sich heute im Johannes-Foyer in der Ursulinenstrasse in Saarbrücken. Erwähnenswert sind weiterhin die zahlreichen Schach-Arbeitsgemeinschaften an saarländischen Schulen, die von Mitgliedern des Vereins betreut werden.

## Erfolge des Vereins
Die erste Mannschaft wurde in den Jahren 1971 bis 1981, 1984 bis 1986 und 1992 bis 1994 jeweils saarländischer Mannschaftsmeister.
Spielklassen der ersten Mannschaft:
| Zeitraum       | Spielklasse             |
| -------------- | ----------------------- |
| 1970 bis 1974  | Saar-Pfalz-Liga         |
| 1975 bis 1977  | viergeteilte Bundesliga |
| 1977 bis 1980  | Oberliga Südwest        |
| 1981 bis 1983  | Zweite Bundesliga       |
| 1985 bis 1991  | Oberliga Südwest        |
| 1992 bis 1994  | Zweite Bundesliga       |
| 1995 bis 1997  | Oberliga Südwest        |
| 1998           | Zweite Bundesliga       |
| 1999 bis 2009  | Oberliga Südwest        |
| 2010           | Zweite Bundesliga       |
| 2011           | Oberliga Südwest        |
| 2012           | Zweite Bundesliga       |
| 2013 bis heute | Oberliga Südwest        |